# Fascia da braccio "Africa"
La fascia da braccio "Africa" (in tedesco Ärmelband "Afrika") fu una decorazione militare del Terzo Reich, concessa ai militari tedeschi che avessero preso parte alla Campagna del Nordafrica dal 1941 al 1943.

## Inquadramento storico

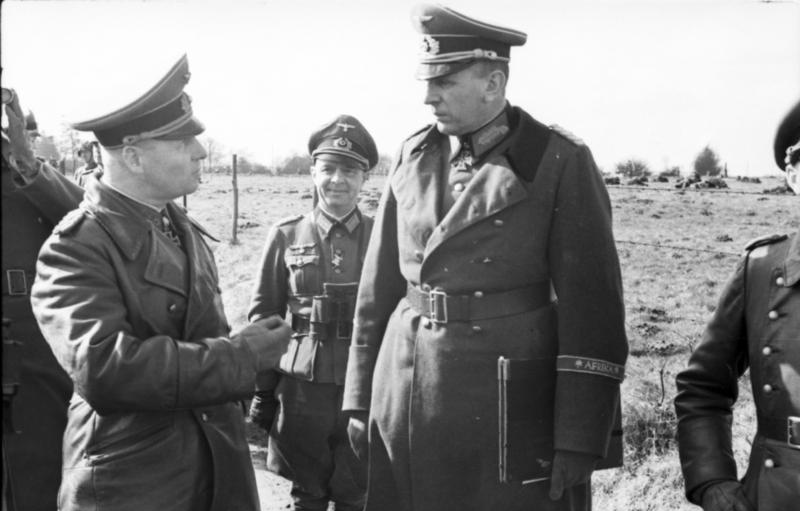
Marzo del 1944: il feldmaresciallo Rommel col generale Erwin Menny, il quale indossa sul cappotto la fascia "Afrika"

Nel febbraio del 1941, l'Afrika Korps tedesco (DAK) venne costituito come organo di supporto alle forze italiane nella Campagna del Nordafrica contro le forze inglesi. Sotto il comando di Erwin Rommel il DAK, supportato dalla Luftwaffe e dal unità di marina, occupò gran parte della Libia e dell'Egitto, venendo infine sconfitto nella nota battaglia di El Alamein dell'ottobre del 1942. Costrette al ritiro e con davanti a sé le forze alleate sbarcate in Marocco ed Algeria, le forze del DAK evacuarono il nord Africa o si arresero, capitolando definitivamente in Africa il 13 maggio 1943.
Già dal luglio del 1941 venne autorizzata una fascia verde scuro con la scritta AFRIKAKORPS da portarsi sopra il polsino destro della giacca dei membri del DAK che avessero prestato servizio per un minimo di due mesi in Africa. Questo ad ogni modo era un distintivo di corpo più che una distinzione di campagna militare ed il diritto a portarlo terminava col trasferimento dell'insignito ad altri compiti non in Africa. Anche la Luftwaffe poco dopo autorizzò una fascia da braccio per quei piloti di base in Africa settentrionale.

## Modalità di concessione
Il 15 gennaio 1943 la decorazione venne ufficialmente istituita da Adolf Hitler come decorazione di campagna militare.
Essa richiedeva per la sua concessione un periodo minimo di sei mesi nel teatro bellico delle operazioni in Nord Africa o un periodo anche minore se l'insignito era stato nel frattempo decorato per meriti, ferito o ucciso (caso quest'ultimo nel quale la concessione avveniva postuma). Quanti erano costretti a lasciare l'Africa per cure dovevano avervi trascorso almeno tre mesi prima della malattia. Dopo il 6 maggio 1943 il periodo di qualifica venne ridotto da sei a quattro mesi di servizio continuativo.
L'ultima concessione avvenne il 31 ottobre 1944.

## L'insegna
La fascia era realizzata con stoffa della larghezza di 32mm color cammello, con la scritta AFRIKA affiancata su ambo i lati dalla figura di una palma e bordata da una striscia di 3 mm d'argento. Il disegno della fascia rimase il medesimo per tutti i corpi d'arme.
La fascia veniva portata sopra il polsino sinistro dell'uniforme, come pure sopra il polsino del cappotto.
Dopo la caduta del Terzo Reich, come molte altre onorificenze concesse dalla Germania nazista, anche questa venne vietata dalla Repubblica Federale Tedesca, ma nel 1957 venne consentito di portarla senza la necessità della rimozione della svastica che in questa fascia da braccio non compariva.